# Перевал (фильм, 1961)
«Перевал» — художественный фильм, снятый Алексеем Сахаровым в 1961 году по мотивам повести Чингиза Айтматова «Тополёк мой в красной косынке».

## Сюжет
По гоpным дорогам Тянь-Шаня водит свою машину юный Данияр. Как то, возвращаясь из рейса, он встречает Асель. Это знакомство становится для них началом большой любви. Данияр порывает свои отношения с бывшей подpугой красавицей Райхан и женится на Асель. Но однажды давно забытые отношения с Райхан возобновляются. Асель, узнав об измене мужа, уходит от него. Тем временем, желая увеличить количество перевозок и сократить время пробега, Данияр решает пройти через перевал с прицепом, но там попадает в аварию, последствия которой усугубляет его товарищ по работе Садык. Усугубляет сознательно, на почве ревности. Данияра снимают с трассы. Вскоре коллектив разоблачает Садыка. Данияр восстанавливается на работе. Спустя некоторое время он узнаёт, что его идея водить машины с прицепом получила признание. Одну из них доверяют Данияру. В тот же день ему сообщают, что Асель родила сына. Он возвращается домой.

## Съёмочная группа
- Сценарий — Чингиза Айтматова при участии Алексея Сахарова
- Постановка — Алексея Сахарова
- Оператор — Леонид Калашников
- Художник — Алексей Макаров
- Композитор — Юрий Левитин

## Роли исполняют
| Актёр             | Роль     |
| ----------------- | -------- |
| Ирина Шалабаева   | Асель    |
| Идрис Ногайбаев   | Данияр   |
| Бакен Кыдыкеева   | Райхан   |
| Асанбек Умуралиев | Садык    |
| Михаил Орлов      | Андрей   |
| Канабек Байсеитов | Байтемир |

## Награды и фестивали
- I Смотр-соревнование кинематографистов Средней Азии и Казахстана (1962) — Диплом за лучший сценарий (Ч. Айтматов).